# (43806) Augustepiccard
Pour les articles homonymes, voir Piccard.
(43806) Augustepiccard est un astéroïde de la ceinture principale découvert le 13 septembre 1991 à Tautenburg par les astronomes allemands Freimut Börngen et Lutz D. Schmadel. Sa désignation provisoire était 1991 RG7.
Il porte le nom du physicien suisse Auguste Piccard (1884-1962).